# Vite strozzate
Vite strozzate es una coproducción italo-franco-belga dirigida en 1996 por Ricky Tognazzi.
En la cuarta película de su carrera como director y escrita con Simona Izzo, Giuseppe Manfridi y Graziano Diana, el cineasta Ricky Tognazzi narra en un drama alegórico la compleja relación entre un usurero prestamista y su nueva presa, un antiguo amigo de la infancia.

## Sinopsis
Francesco dirige la empresa de construcción en crisis, propiedad de su moribundo suegro que ha ido endeudándose cada vez más tratando de mantenerla a flote. Este necesita dinero para mantener la empresa, pero los bancos le niegan el préstamo. Un día encuentra a Sergio, antiguo compañero de colegio. 
Sergio es asesor financiero (en realidad es un usurero) el cual se entera de la difícil situación de su amigo. Tan pronto como muere el suegro de Francesco, Sergio aprovecha para mandar a uno de sus matones a visitar a la desconsolada familia. El matón que dice representar a una mujer muy rica, le ofrece a Francesco un importante préstamo, el cual acepta. 
A partir de aquí Sergio será la sombra de Francesco. El matón de Sergio le exige dinero a Francesco, pero al no poder pagar tiene que recurrir a Sergio. Sergio está convencido de que en su trabajo no hay que tener corazón y de que está haciendo las cosas bien, pero no se da cuenta de que sus colaboradores han cometido algunos errores.

## Premios
- 1996 - Una nominación al Oso de Oro y un Premio Alfred Bauer (Festival Internacional de Cine de Berlín)